# Consonne affriquée alvéolo-palatale sourde
La consonne affriquée alvéolo-palatale sourde est un son consonantique peu fréquent dans les langues parlées. Son symbole dans l'alphabet phonétique international est [t͡ɕ] (anciennement [ʨ], ligature représentant un t et le ɕ transcrivant habituellement une fricative alvéolo-palatale) liés en un seul caractère.

## Caractéristiques
Voici les caractéristiques de la consonne affriquée alvéolo-palatale sourde :
- Son mode d'articulation est affriquée, ce qui signifie qu’elle est produite en empêchant d'abord   l'air de passer, puis le relâchant à travers une voie étroite, causant de la turbulence.
- Son point d'articulation est alvéolo-palatale, c'est-à-dire palatale, laminale et alvéolaire, ce qui signifie qu'elle est articulée avec la lame de la langue derrière la crête alvéolaire en même temps que le corps de la langue se lève au palais.
- Sa phonation est sourde, ce qui signifie qu'elle est produite sans la vibration des cordes vocales.
- C'est une consonne orale, ce qui signifie que l'air ne s’échappe que par la bouche.
- C'est une consonne centrale, ce qui signifie qu’elle est produite en laissant l'air passer au-dessus du milieu de la langue, plutôt que par les côtés.
- Son mécanisme de courant d'air est égressif pulmonaire, ce qui signifie qu'elle est articulée en poussant l'air par les poumons et à travers le chenal vocatoire, plutôt que par la glotte ou la bouche.

## Symboles de l'API
Son symbole complet dans l'alphabet phonétique international est t͡ɕ, représentant un T minuscule dans l'alphabet latin, suivi d'un C minuscule diacrité d'une boucle, reliés par un tirant. Le tirant est souvent omis quand cela ne crée pas d'ambiguïté. Une alternative est de mettre le C bouclé en exposant, pour indiquer le relâchement fricatif de l'affriquée. Enfin, l'API comportait anciennement une ligature spéciale pour cette affriquée, mais elle n'est plus officielle ; elle reste cependant disponible comme caractère Unicode. 
| ʨ |

## En français
Le français ne possède pas théoriquement le son [t͡ɕ]. Mais il peut être entendu, principalement dans le nord de la France (« accent du nord »), dans les mots « tiens », « tiers », « tiède », « chrétien », « Christian », etc.

## Autres langues
- Le mandarin possède un [t͡ɕ] simple (noté j en hanyu pinyin) et un  [t͡ɕʰ] aspiré (noté q), par exemple jī 雞（鸡）poulet; jiàn 見（见） voir; jiāng 江 fleuve.
- En coréen ce son intervient sous forme simple [t͡ɕ], aspirée [t͡ɕʰ] et durcie [t͈͡ɕ] au travers des caractères ㅈ, ㅊ et ㅉ, comme dans les mots 자다 [t͡ɕada] "dormir", 차다 [t͡ɕʰada] "botter" et 짜다 [t͈͡ɕada] "tisser".
- Le thaï possède également [t͡ɕ] (noté จ en alphabet thaï) et [t͡ɕʰ] (ฉ, ช, ฌ).
- Le vietnamien possède le [t͡ɕ] (noté ch en quốc ngữ), par exemple dans le mot chó (chien).
- En polonais ce son est écrit ci devant voyelle (par exemple ciemny [ˈt͡ɕɛmnɨ] « sombre »), et ailleurs par un C avec un accent aigu : ć, (par exemple grać [ˈgrat͡ɕ] « jouer »).
- En serbe ce son est écrit avec la lettre cyrillique ћ, par exemple ћирилице [t͡ɕɪrɪlɪt͡sʲɛ] - cyrillique. La lettre équivalente dans l'alphabet latin serbe et croate est ć comme en polonais.